# Virgilio Riento
Virgilio Riento d'Armiento (Roma, 29 novembre 1889 – Roma, 7 settembre 1959) è stato un attore italiano di teatro e di cinema.

## Biografia

### Gli esordi e i primi successi
Figlio di un impresario teatrale, dimostra fin dalla più tenera età interesse per l'arte teatrale osservando gli artisti da dietro le quinte. Esordisce sul palcoscenico all'età di nove anni con l'imitazione di Nicola Maldacea, ottenendo un incoraggiante successo. Nell'adolescenza affina le sue capacità seguendo le orme dei grandi artisti comici italiani di café-chantant, dei quali sarà uno degli ultimi eredi.
L'8 settembre 1943, nel giorno della proclamazione dell'armistizio, la vita di Riento sarà toccata da una grande tragedia. La moglie rimase uccisa nel bombardamento di Santa Marinella da parte degli aerei della Raf. "Una delle bombe - si legge sulla cronaca del Corriere della Sera del 9 settembre 1943 - infatti ha colpito un angolo della casa che Riento ha qui. Nel crollo la moglie dell'artista è rimasta sepolta e purtroppo nulla è stato possibile fare per salvarla. Riento, che al momento dell'attacco si trovava a Roma, ha appreso con straziante dolore la sciagura che l'ha colpito". 
Negli anni seguenti alla grande guerra conquista la platea dei teatri di varietà con le sue esilaranti macchiette, alcune delle quali verranno incise su dischi a 78 giri. Tra i suoi personaggi rimane famoso il contadino abruzzese Donato Collacchione, che porterà anche sul grande schermo con analogo successo. Alberto Savinio sul Corriere della Sera (articolo riportato nell'Enciclopedia dello Spettacolo di Silvio d'Amico) riconosce a Riento di essere stato il primo attore-autore a inventare una lingua per il teatro. Il suo "abruzzese a Roma" non parlava abruzzese, ma una lingua inventata di sana pianta che di abruzzese aveva soltanto la cadenza e qualche parola comprensibile da tutti (lu per lo o per il, per fare un esempio). Con il falso dialetto, Riento poteva recitare lo stesso testo in tutta Italia, durante le tournée estive, mentre prima di lui gli attori dialettali, per esempio il grande Angelo Musco, erano costretti a tradurre in italiano le loro macchiette. La trovata di Riento è stata poi fatta propria da tutti gli attori che puntavano sul dialetto: Totò, Aldo Fabrizi, Alberto Sordi e Nino Manfredi non recitavano in napoletano, romanesco o laziale, bensì in un italiano corrotto che evocava il dialetto originario. È questo che fa di Riento una colonna del teatro leggero italiano.

### Il cinema dei"Telefoni bianchi"
Dopo essere stato negli anni '20 e '30 uno dei comici italiani più amati e popolari del teatro leggero e del varietà, Riento fa il suo debutto nel cinema nel 1936 con una particina in un film di Mario Mattoli dal titolo Sette giorni all'altro mondo. Anche se negli anni successivi continuerà ad esibirsi sulle scene, s'impone presto anche come attore di cinema, spesso al fianco di altre celebrità del teatro di rivista, come ad esempio Aldo Fabrizi, in Avanti c'è posto..., diretto nel 1942 da Mario Bonnard, dove interpreta un capo-controllore melomane, e Vittorio De Sica nelle commedie di Mario Camerini Il signor Max del 1936 e I grandi magazzini del 1939.
Nei mesi bui dell'occupazione nazista di Roma si serve della sua popolarità tra i combattenti di ambo le parti per dare rifugio nella sua casa romana a gente di teatro ed altri attori (tra cui Alberto Sordi) ricercati dai nazisti o minacciati dai rastrellamenti. Riento ha avuto anche un momento di notorietà sulle pagine di cronaca dei giornali, quando tentò di uccidersi sparandosi un colpo al cuore, deviato per fortuna su una costola, a causa di una delusione d'amore, perché respinto da Anna Fougez, sua compagna nei teatri del varietà. Della celebre sciantosa, la più famosa, i giornali ricordano che per amore di lei gli uomini erano pronti a spararsi. Ebbene, si sparò soltanto Riento, che per fortuna sbagliò la mira e che, negli ultimi anni di vita, si riconciliò con l'anziana collega.

### Il dopoguerra

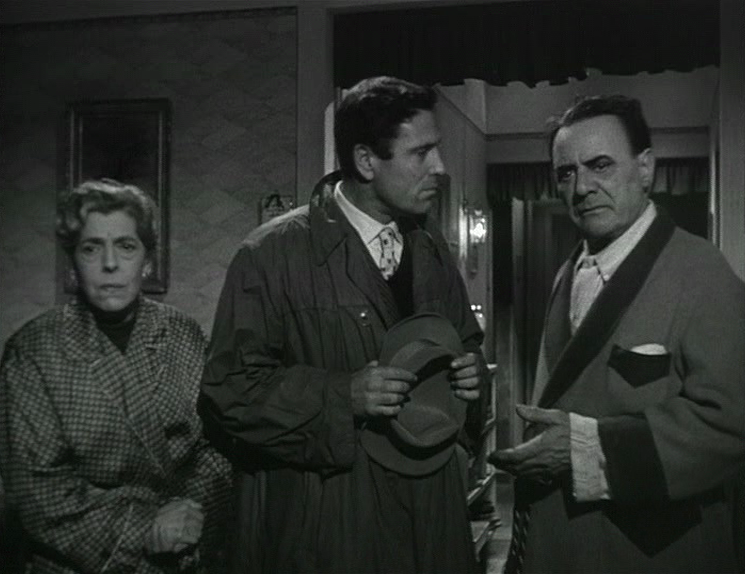
Riento, a destra, con Tina Pica e Raf Vallone nel film Il segno di Venere (1955)

Terminata la guerra Riento tornò sulle scene e sul set cinematografico con maggior vigore, apparendo al fianco di Totò nel film Totò a colori (diretto da Steno nel 1952), e di Tina Pica ne Il segno di Venere (diretto da Dino Risi nel 1955). Nel 1950 fu chiamato dal suo antico partner Vittorio De Sica, passato dietro la macchina da presa, per interpretare il ruolo di un sergente nel film Miracolo a Milano, che vincerà la Palma d'Oro al Festival di Cannes.
Nonostante il fatto che nelle sue varie apparizioni cinematografiche a Riento vengano sempre e solo affidate parti subalterne, il suo nome appare come protagonista in soli due film del 1945 e '46: Abbasso la miseria! e Abbasso la ricchezza! di Gennaro Righelli, egli si fa notare ciò nonostante per la sua recitazione talvolta grottesca ed accentuata ma mai sopra le righe, dalla sua espressione spesso arrabbiata, petulante, marionettisticamente resa con i suoi grandi occhi sporgenti, quasi sempre strabuzzati in un volto su cui dipinge una smorfia amara, e nei ruoli spesso da poveraccio simile a un moderno Pantalone destinato sempre a pagare per tutti. Gli svarioni che condiscono il suo eloquio, tipici della persona abituata al dialetto che tenta di parlare un italiano forbito (con la "i" che infila in frasi del tipo: "Nin ci sai fare" oppure "Qui ti ci vuole la pinnicillina!") aggiungono un ulteriore effetto comico ad ogni sua interpretazione.
Sia il suo personaggio quello di un burbero, ironico o balbuziente, oppure prete, bidello o contadino, le sue interpretazioni tratteggiano sempre personaggi pieni di umanità. Particolarmente amato dalla critica e dal pubblico, negli anni '50 Riento arriva a girare fino a 16 film all'anno, incessantemente richiesto dai più bei nomi del cinema italiano, da Alessandro Blasetti a Carlo Ludovico Bragaglia, a Goffredo Alessandrini, a Mario Monicelli. Partecipa inoltre a diversi programmi radiofonici. È Virgilio Riento, con Vivi Gioi, a fare da maestro di cerimonie all'inaugurazione, il 3 gennaio del 1954, della televisione italiana. I cantanti erano Nicola Arigliano e Lilian Terry, l'inviato all'aeroporto di Ciampino era Mike Bongiorno.

### Gli ultimi lavori
Attivo per tutti gli anni '50, arrivando ad interpretare oltre 100 film, Riento instaura un sodalizio artistico con l'attore umbro Alberto Talegalli creando sulla scena e nel cinema una esilarante coppia abruzzese-umbro di amici, chiamati "Zio Angelino" e "Sor Clemente", tiranneggiati dalle rispettive mogli, che architettano scappatelle con esiti spesso catastrofici. I due porteranno questa caratterizzazione nei film Café chantant e Le vacanze del Sor Clemente, entrambi diretti da Camillo Mastrocinque. Inoltre Riento recita ancora con Vittorio De Sica prestando il suo volto al personaggio del parroco Don Emidio nella trilogia di Pane, amore e fantasia.
Nel giugno del 1959 è presente alla prima del film Il mondo dei miracoli. Nel film, ambientato nel mondo del teatro, Riento è ancora alle prese con un personaggio minore: il suggeritore Oscaretto, che interpreta con la consueta bonomia e dignità. Tre mesi dopo, il 7 settembre, un infarto mise fine alla vita dell'attore, ancora nel pieno della sua maturità artistica. Aveva 69 anni.

## Filmografia

Virgilio Riento e María Mercader in Due cuori sotto sequestro (1941)

### Cinema
- Sette giorni all'altro mondo, regia di Mario Mattoli (1936)
- Il signor Max, regia di Mario Camerini (1937)
- Allegri masnadieri, regia di Marco Elter (1937)
- L'ha fatto una signora, regia di Mario Mattoli (1938)
- Per uomini soli, regia di Guido Brignone (1938)
- Il marchese di Ruvolito, regia di Raffaello Matarazzo (1939)
- Io, suo padre, regia di Mario Bonnard (1939)
- I grandi magazzini, regia di Mario Camerini (1939)
- Il socio invisibile, regia di Roberto Roberti (1939)
- Il signore della taverna, regia di Amleto Palermi (1940)
- Il ponte dei sospiri, regia di Mario Bonnard (1940)
- Boccaccio, regia di Marcello Albani (1940)
- Miseria e nobiltà, regia di Corrado D'Errico (1940)
- Il re del circo, regia di Hans Hinrich (1941)
- L'attore scomparso, regia di Luigi Zampa (1941)
- Due cuori sotto sequestro, regia di Carlo Ludovico Bragaglia (1941)
- Divieto di sosta, regia di Marcello Albani (1941)
- Teresa Venerdì, regia di Vittorio De Sica (1941)
- La scuola dei timidi, regia di Carlo Ludovico Bragaglia (1941)
- Finalmente soli, regia di Giacomo Gentilomo (1942)
- 4 passi fra le nuvole, regia di Alessandro Blasetti (1942)
- Se io fossi onesto, regia di Carlo Ludovico Bragaglia (1942)
- Avanti c'è posto..., regia di Mario Bonnard (1942)
- La maestrina, regia di Giorgio Bianchi (1942)
- C'è un fantasma nel castello, regia di Giorgio Simonelli (1942)
- Arriviamo noi!, regia di Amleto Palermi (1942)
- La zia di Carlo, regia di Alfredo Guarini  (1943)
- Il nostro prossimo, regia di Gherardo Gherardi (1943)
- L'avventura di Annabella, regia di Leo Menardi (1943)
- Gente dell'aria, regia di Esodo Pratelli (1943)
- Gli assi della risata, epis. Il trionfo di Poppea e Buon appetito!, regia di Roberto Bianchi (1943) anche soggetto e sceneggiatura
- Non mi muovo!, regia di Giorgio Simonelli (1943)
- Nessuno torna indietro, regia di Alessandro Blasetti (1943)
- Ho tanta voglia di cantare, regia di Mario Mattoli (1943)
- La vita è bella, regia di Carlo Ludovico Bragaglia (1943)
- Chi l'ha visto?, regia di Goffredo Alessandrini (1943)
- Non canto più, regia di Riccardo Freda (1943)
- Vivere ancora, regia di Leo Longanesi (1944)
- Abbasso la miseria!, regia di Gennaro Righelli (1945)
- Abbasso la ricchezza!, regia di Gennaro Righelli (1946)
- Il vento m'ha cantato una canzone, regia di Camillo Mastrocinque (1947)
- Lo sciopero dei milioni, regia di Raffaello Matarazzo (1947)
- Fabiola, regia di Alessandro Blasetti (1949)
- Miracolo a Milano, regia di Vittorio De Sica (1950)
- I cadetti di Guascogna, regia di Mario Mattoli (1950)
- La bisarca, regia di Giorgio Simonelli (1950)
- Donne e briganti, regia di Mario Soldati (1950)
- Io sono il Capataz, regia di Giorgio Simonelli (1951)
- Sangue sul sagrato, regia di Goffredo Alessandrini (1951)
- Bellezze in bicicletta, regia di Carlo Campogalliani (1951)
- Stasera sciopero, regia di Mario Bonnard (1951)
- Ha fatto 13, regia di Carlo Manzoni (1951)
- Porca miseria!, regia di Giorgio Bianchi (1951)
- È l'amor che mi rovina, regia di Mario Soldati (1951)
- Bellezze a Capri, regia di Adelchi Bianchi (1951)
- Licenza premio, regia di Max Neufeld (1951)
- La paura fa 90, regia di Giorgio Simonelli (1951)
- Una bruna indiavolata, regia di Carlo Ludovico Bragaglia (1951)
- Tizio Caio Sempronio, regia di Marcello Marchesi, Vittorio Metz e Alberto Pozzetti (1951)
- Amor non ho... però... però, regia di Giorgio Bianchi (1951)
- È arrivato l'accordatore, regia di Duilio Coletti (1952)
- La famiglia Passaguai fa fortuna, regia di Aldo Fabrizi (1952)
- Giovinezza, regia di Giorgio Pàstina (1952)
- Menzogna, regia di Ubaldo Maria Del Colle (1952)
- Papà diventa mamma, regia di Aldo Fabrizi (1952)
- Gli angeli del quartiere, regia di Carlo Borghesio (1952)
- Totò a colori, regia di Steno (1952)
- Bellezze in motoscooter, regia di Carlo Campogalliani (1952)
- Primo premio: Mariarosa, regia di Sergio Grieco (1952) - solo voce dell'animale
- Io, Amleto, regia di Giorgio Simonelli (1952)
- Viva il cinema!, regia di Enzo Trapani (1953)
- Lasciateci in pace, regia di Marino Girolami (1953)
- Condannatelo!, regia di Luigi Capuano (1953)
- Martin Toccaferro, regia di Leonardo De Mitri (1953)
- Pane, amore e fantasia, regia di Luigi Comencini (1953)
- Un giorno in pretura, regia di Steno (1954)
- Nozze d'oro, episodio di Cento anni d'amore, regia di Lionello De Felice (1954)
- Piccola santa, regia di Roberto Bianchi Montero (1954)
- Café Chantant, regia di Camillo Mastrocinque (1954)
- I tre ladri, regia di Lionello De Felice (1954)
- Le vacanze del Sor Clemente, regia di Camillo Mastrocinque (1954)
- Pane, amore e gelosia, regia di Luigi Comencini (1954)
- L'angelo bianco, regia di Raffaello Matarazzo (1955)
- Il segno di Venere, regia di Dino Risi (1955)
- Cantate con noi, regia di Roberto Bianchi Montero (1955)
- La bella mugnaia, regia di Mario Camerini (1955)
- Il campanile d'oro, regia di Giorgio Simonelli (1955)
- Ore 10: lezione di canto, regia di Marino Girolami (1955)
- Le diciottenni, regia di Mario Mattoli (1955)
- Donne, amore e matrimoni, regia di Roberto Bianchi Montero (1956)
- Cantando sotto le stelle, regia di Marino Girolami (1956)
- Arriva la zia d'America, regia di Roberto Bianchi Montero (1956)
- Donatella, regia di Mario Monicelli (1956)
- Tempo di villeggiatura, regia di Antonio Racioppi (1956)
- Guaglione, regia di Giorgio Simonelli (1956)
- Poveri ma belli, regia di Dino Risi (1956)
- La capinera del mulino, regia di Angio Zane (1957)
- Il medico e lo stregone, regia di Mario Monicelli (1957)
- Il cocco di mamma, regia di Mauro Morassi (1957)
- La zia d'America va a sciare, regia di Roberto Bianchi Montero (1958)
- È arrivata la parigina, regia di Camillo Mastrocinque (1958)
- L'uomo dall'ombrello bianco (El hombre del paraguas blanco), regia di Joaquín Luis Romero Marchent (1958)
- Serenatella sciuè sciuè, regia di Carlo Campogalliani (1958)
- Napoli sole mio!, regia di Giorgio Simonelli (1958)
- Domenica è sempre domenica, regia di Camillo Mastrocinque (1958)
- Perfide ma... belle, regia di Giorgio Simonelli (1958)
- Prepotenti più di prima, regia di Mario Mattoli (1959)
- Simpatico mascalzone, regia di Mario Amendola (1959)
- Il mondo dei miracoli, regia di Luigi Capuano (1959)